# 마곡하늬중학교
마곡하늬중학교(麻谷하늬中學校)는 대한민국 서울특별시 강서구 마곡동에 있는 공립 중학교이다.

## 학교 연혁
- 2019년 1월 15일 : 마곡하늬중학교 설립인가
- 2020년 3월 1일 : 초대 강진자 교장 취임
- 2020년 3월 2일 : 입학식(1학년 8학급 186명)
- 2020년 3월 2일 : 개학식(2학년 4학급 103명, 3학년 3학급 83명)
- 2021년 2월 5일 : 제1회 졸업식 (3학급 81명)
- 2022년 2월 10일 : 제2회 졸업식 (4학급 106명)
- 2022년 3월 2일 : 제3회 입학식 (8학급 198명)
- 2022년 9월 1일 : 제2대 김미진 교장 취임

## 참고 자료
- 마곡하늬중학교 - 한국교육학술정보원 학교알리미